# Јан Фелкл
Јан Фелкл (1817 — 1887) био је један од најпознатијих произвођача глобуса. Рођен је у Бохемији, а као врло млад се преселио у Праг. По доласку у Праг почео је да ради у пошти. Године 1850, набавио је глобус Vaclav Merkals, а четири године касније, 1854. започео је производњу глобуса под својим именом.

## Производња глобуса
Фелкл је започео производњу глобуса под својим именом 1854. године. Фирма је 1870. године пресељена у Ростоки због лошег здравља Јанове жене. Исте године, фирми се прикључује као партнер и Јанов најмлађи син Кристоф. Након његове изненадне смрти 1894. године у Минхену, фирму је преузео најстарији син Фердинанд. Фердинанд је са успехом водио фирму до своје смрти 1925. године. Фирма је затворена око 1950. године.

## Глобус
Јан је у сарадњи са професором Otto Detlisch са Универзитета у Лајпцигу осмислио картографско цртање и целокупан испис на глобусима. Веома брзо је постао најзначајнији произвођач глобуса у читавом Аустроугарском царству. Током 1855. године произведено је око 800 глобуса, а до 1873. године чак 15 000 глобуса. Глобуси су исписивани на 17 различитих језика који су тада били заступљени у Аустроугарском царству и прављени у 7 различитих димензија од 6.2 до 47,5 cm.

### Глобус у фонду Музеја науке и технике Београд
Глобус који се налази у фонду Музеја науке и технике Београд има целокупан испис на ћирилици и израђен је у пречнику од 21,9 cm. Састоји се од два дела, гипсане лопте која је обложена папиром, а затим ручно осликана и исписана и дрвеног постоља. Да би се спречила могућа оштећења током употребе на крају је вршено импрегнирање лаком у више слојева. На дрвеном делу глобуса налази се хоризонтални прстен у равни Екватора. На прстену су означени углови, као и свих 12 знакова зодијака. Прстен од месинга, који пролази кроз нулти меридијан (Гринич) провучен је по ободу лопте глобуса. У области Тихог океана на глобусу налази се потписː
„Земља од Ј. Фелкла у Прагу накладом књижаре браће Јовановић у Панчеву”
Пошто се син не помиње као партнер, закључено је да глобус датира из 1875. године. Глобус има постоље и димензија је 29x52 cm. Представља један од ексклузивних и значајнијих експоната из фонда музеја.

## Галерија
- Глобус на изложби у Брну
- Глобус
- Глобус на изложби у САНУ
- Глобус на сталној поставци Музеја науке и технике Београд